# HTC Desire HD
HTC Desire HD (кодовое имя HTC 9191) — Android-смартфон компании HTC. Был представлен в Лондоне 15 сентября 2010 года. Поступил в продажу 19 октября 2010 года.
Первый топовый аппарат HTC среди Android-устройств. До выпуска HTC Sensation оставался флагманом среди устройств HTC, работающих на ОС Android. Преемник HTC Desire и HTC HD2. Среди материалов корпуса преобладает металл.
Для управления используются сенсорный экран, четыре сенсорных кнопки под ним и спаренная клавиша регулировки громкости, расположенная на левой боковой панели.

## Критика
HTC Desire HD получил в целом положительные отзывы критиков. CNET UK поставила ему 4,5 балла из 5 и назвала Desire HD "лучшим смартфоном" , заявив, что он "удивительный и монументальный". SlashGear оценил его как "более тонкий и удобный для кармана смартфон", чем HTC EVO 4G. Engadget раскритиковал некоторые особенности сборки устройства и время автономной работы, но дал телефону оценку 7/10. TechRadar похвалил устройство, присвоив ему 4,5/5 звезд.